# Jimmy Van Heusen
James "Jimmy" Van Heusen, nascido Edward Chester Babcock (Syracuse, 26 de janeiro de 1913 — Rancho Mirage, 6 de fevereiro de 1990), foi um compositor estadunidense. Escrevendo música para cinema e TV, ele ganhou quatro vezes o Oscar de melhor canção e um Emmy.

## Músicas

### Com o letrista Sammy Cahn
- "Ain't That a Kick in the Head"
- "All My Tomorrows"
- "All the Way"
- "Call Me Irresponsible"
- "Come Blow Your Horn"
- "Come Dance with Me"
- "Come Fly with Me"
- "Eee-O Eleven"
- "Everybody Has the Right to Be Wrong!"
- "High Hopes"
- "I'll Only Miss Her When I Think of Her"
- "Incurably Romantic"
- "I Wouldn't Trade Christmas"
- "Last Dance"
- "Let's Make Love"
- "Love and Marriage"
- "(Love Is) The Tender Trap"
- "Mr. Booze"
- "My Kind of Town"
- "Only the Lonely"
- "Pocketful Of Miracles"
- "Ring-a-Ding Ding!"
- "The Second Best Secret Agent in the Whole Wide World"
- "The Second Time Around"
- "The Secret of Christmas"
- "September of My Years"
- "Sleigh Ride in July"
- “Star!”
- "There's Love and There's Love and There's Love"
- "Thoroughly Modern Millie"
- "To Love and Be Loved"
- "Where Love Has Gone"
- "Who Was That lady?"

### Com o letrista Johnny Burke
- "Aren't You Glad You're You?"
- "But Beautiful"
- "Busy Doing Nothing"
- "Going My Way"
- "Here's That Rainy Day"
- "Imagination"
- "It Could Happen to You"
- "It's Always You"
- "Like Someone in Love"
- "Life Is So Peculiar"
- "Moonlight Becomes You"
- "Oh, You Crazy Moon"
- "Personality"
- "Polka Dots and Moonbeams"
- "Sunday, Monday, or Always"
- "Swinging on a Star"
- "That Christmas Feeling"
- "Welcome To My Dream"
- "(We're Off on the) Road to Morocco"
- "You Lucky People You"
- "You May Not Love Me"
- "A Friend Of Yours"

### Com o letrista Eddie DeLange
- "All I Remember Is You"
- "All This and Heaven Too"
- "Darn That Dream"
- "Deep in a Dream"
- "Heaven Can Wait"
- "I'm Good for Nothing (But Love)"
- "Shake Down the Stars"
- "So Help Me"

### Com outros
- "Far Away" (letra de David Kapp)
- "I Could Have Told You" (letra de Carl Sigman)
- "I Thought About You" (letra de Johnny Mercer)
- "It's the Dreamer in Me" (letra de Jimmy Van Heusen; música de Jimmy Dorsey )
- "Nancy (With the Laughing Face)" (letra de Phil Silvers)
- "Not as a Stranger" (letra de Buddy Kaye)
- "Sha-Sha" King / Kutz hit menor para The Andrews Sisters e Jimmy Dorsey 1938

### Independente
- It's 1200 miles from Palm Springs to Texas